# Яким Атанасов
Яким Атанасов Яков е деец на БРП (к), български партизанин по време на Втората световна война.

## Биография
Роден на 11 май 1915 г. в с. Погорелец (дн. Якимово), Ломско. Учи в Ломската гимназия, където е деен член на РМС (1930). За политическа дейност е изключен от училището.
Работи в София. През 1934 г. е осъден по Закона за защита на държавата на 2 години затвор. Там е приет за член на БРП (к). Освободен е през 1936 г. Секретар е на околийското ръководство на РМС в Лом.
Участва в Съпротивителното движение по време на Втората световна война. От 1941 г. е секретар на околийската организация на БРП (к) в Лом. Организатор и политкомисар на ломския Партизански отряд „Стефан Караджа“. След предателство е заловен и осъден на смърт по ЗЗД. Обесен е в Ломския затвор на 1 март 1944 година.